# Лидделл, Клайв
Клайв Джерад Лидделл (англ. Clive Gerard Liddell; 1 мая 1883 года — 9 сентября 1956 года) генерал Британской армии, губернатор Гибралтара с 1939 по 1941 годы.

## Военная карьера
По окончании Аппингемской школы Лиделл поступил в Королевское военное училище в Сандхерсте. В 1902 году он получил звание офицера и был направлен в Британскую армию. С 1908 по 1911 годы служил адъютантом, а с 1912 года — штаб-капитаном 6-го округа Северного командования. Во время Первой мировой войны работал в Военном министерстве в должности ассистент-адъютанта и генерал-квартирмейстера.
После войны был направлен в качестве инструктора в Штабной колледж в Кемберли. В 1927 году получил назначение в Имперский колледж обороны. С 1928 года служил офицером штаба в Военном министерстве. В 1931 году был назначен командиром 8-й пехотной бригады. В 1935 году получил под командование 47-ю (1/2-ю Лондонскую) дивизию, а затем в 1937 году стал генерал-адъютантом Британской армии. В 1939 году вступил в должность губернатора и главнокомандующего Гибралтара, оставаясь в ней до 1941 года Во время его пребывания губернатором организовал эвакуацию семей британских военнослужащих и гражданских лиц из Гибралтара. Во время Второй мировой войны служил генеральным инспектором по обучению с 1941 по 1942, в 1943 году ушёл в отставку.
С 1943 по 1948 годы занимал почётную должность полковника Королевского Лестерширского полка. С 1943 по 1949 был руководил Королевским госпиталем в Челси.